# Hydroporus kryshtali
Hydroporus kryshtali là một loài bọ cánh cứng trong họ Bọ nước. Loài này được Bilyashiwski miêu tả khoa học năm 1993.